# Stavros Christoforidis
Stavros Christoforidis (griechisch Σταύρος Χριστοφορίδης, * 20. April 1974 in Noes, DDR) ist ein griechischer Biathlet. Er nahm zweimal an Olympischen Winterspielen und achtmal an Biathlon-Weltmeisterschaften teil.
Stavros Christoforidis lebt in Drama und trainiert in Veria. Seit 1990 betreibt der Biathlet vom EOS Dramas seinen Sport und gehört seitdem auch dem griechischen Nationalkader an. Er gab 1993 bei Wettkämpfen in Bad Gastein und Pokljuka sein Debüt im Biathlon-Weltcup. Es waren mit Ergebnissen zwischen 132 und 142 zugleich die schlechtesten überhaupt des Griechen. Die folgenden Rennen in Hinton und Canmore brachten mit zwei 78. Rängen im Einzel und einem 78. Platz im Sprint für fast zehn Jahre die besten Resultate im Weltcup. In Antholz lief Christoforidis 1995 seine ersten Biathlon-Weltmeisterschaften und belegte die Plätze 83 im Einzel, 84 im Sprint und 23 mit der Staffel. Auch bei den nächsten Welttitelkämpfen, 1996 in Ruhpolding, 2000 in Oslo, 2001 in Pokljuka, 2003 in Chanty-Mansijsk, 2004 in Oberhof, 2005 in Antholz, 2007 in Hochfilzen und 2008 in Östersund brachten im Schnitt Ergebnisse im 80er-, seit 2004 im 90er- bis 100er-Bereich. Bessere Ergebnisse wie ein 73. Platz 2003 sind selten.
Bei Biathlon-Europameisterschaften startete Christoforidis 2000 in Kościelisko, 2001 in Haute-Maurienne und 2007 in Bansko. Nicht einmal in der Hälfte aller geplanten oder begonnenen Rennen kam der Grieche ins Ziel oder trat überhaupt an. 2000 wurde er 57. im Sprint, 2001 60. im Einzel und 2007 58. im Sprint. Höhepunkt in Christoforidis' Karriere waren Starts bei bislang zwei Olympischen Winterspielen. 2002 belegte er in Salt Lake City im Einzel wie auch im Sprint die Ränge 87, 2006 in Turin Platz 83 im Sprint und 87 im Einzel. Im Weltcup lief der Grieche 2003 in Chanty-Mansijsk bei einem Einzel auf den 73. Platz und damit zu seinem besten Resultat.

## Biathlon-Weltcup-Platzierungen
Die Tabelle zeigt alle Platzierungen (je nach Austragungsjahr einschließlich Olympische Spiele und Weltmeisterschaften).
- 1.–3. Platz: Anzahl der Podiumsplatzierungen
- Top 10: Anzahl der Platzierungen unter den ersten zehn (einschließlich Podium)
- Punkteränge: Anzahl der Platzierungen innerhalb der Punkteränge (einschließlich Podium und Top 10)
- Starts: Anzahl gelaufener Rennen in der jeweiligen Disziplin

| Platzierung                      | Einzel | Sprint | Verfolgung | Massenstart | Staffel | Gesamt |
| -------------------------------- | ------ | ------ | ---------- | ----------- | ------- | ------ |
| 1. Platz                         |        |        |            |             |         |        |
| 2. Platz                         |        |        |            |             |         |        |
| 3. Platz                         |        |        |            |             |         |        |
| Top 10                           |        |        |            |             |         |        |
| Punkteränge                      |        |        |            |             | 1       | 1      |
| Starts                           | 31     | 55     |            |             | 1       | 87     |
| Stand: nach der Saison 2008/2009 |        |        |            |             |         |        |